# Biomphalaria angulosa
Biomphalaria angulosa é uma espécie de gastrópode da família Planorbidae. 
Pode ser encontrada nos seguintes países: Malawi, Tanzânia e Zâmbia. 